# Сато, Юка
Юка Сато (яп. 佐藤 有香 сато: юка, род. 14 февраля 1973 года в Токио) — японская фигуристка, чемпионка мира 1994 года в женском одиночном катании, двукратная чемпионка Японии, чемпионка мира среди юниоров 1990 года. В профессиональных шоу выступала вместе с мужем Джейсоном Дандженом и как парница.

## Биография

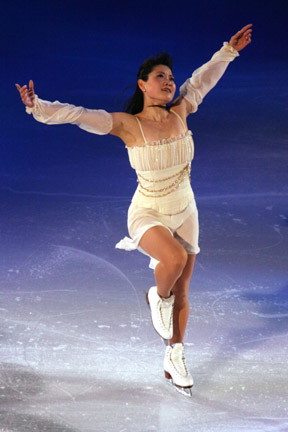
Юка Сато на шоу «Stars on Ice» в Портленде в 2008 году.

Юка Сато родилась в семье бывших фигуристов. Её отец, Нобуо Сато, фигурист-одиночник, представлял Японию на Олимпиадах 1960 и 1964 годов, а в 1965 году был четвёртым на чемпионате мира. Кумико Окава, его жена и мать Юки, выступала на Олимпийских играх 1964 и 1968 годов. Закончив спортивную карьеру, родители Юки стали тренерами по фигурному катанию. Кроме дочери, у них начинали заниматься фигурным катанием такие фигуристки, как Сидзука Аракава, Фумиэ Сугури, Мики Андо и Юкари Накано.

### Любительская спортивная карьера
В 1990 году Юка выиграла чемпионат мира среди юниоров, в 1992 — стала седьмой на Олимпиаде и восьмой — на последующем чемпионате мира. Результаты очень неплохие для дебюта. Однако в Японии Юка Сато была на вторых ролях после Мидори Ито.
Но после того, как Ито закончила карьеру, 19-летняя Сато начала подниматься вверх. На турнире Skate America сезона 1992—1993 она победила двух лидеров женского одиночного катания, Нэнси Керриган (США) и Чэнь Лу (Китай), выиграв этот турнир. В 1993-м стала также чемпионкой Японии и заняла почётное четвёртое место на чемпионате мира в Праге, исполнив в том числе и четыре «чистых» тройных прыжка.
Однако с осени 1993 года Сато стали преследовать неудачи. Она плохо выступила на турнире «Piruetten», который состоялся в норвежском Хамаре и являлся квалификационным для предстоящей Олимпиады. На самой Олимпиаде 1994 года Юка допустила серьёзную ошибку в короткой программе, сорвав комбинацию тройной луц— двойной тулуп, отбросившую её на 7 место и практически закрывшую ей путь к медалям. В произвольной программе также не избежала ошибок, заняв пятое место.
На чемпионате мира 1994, следующем за Олимпийскими играми, не принимали участия призёры прошедшей Олимпиады (Оксана Баюл, Нэнси Керриган и Чэнь Лу), кроме того, турнир проходил в Японии, так что у Юки было преимущество родных стен. На этом турнире обе программы Сато откатала лучше, чем на Олимпиаде, опередив в обоих случаях лишь одним судейским голосом Сурию Бонали из Франции, исполнившую более сложные программы (до этого неоднократно побеждавшую её на различных турнирах). Так Сато стала второй в истории японкой — чемпионкой мира по фигурному катанию. (Сурия Бонали, не согласная с судейским решением, очень расстроилась, отказалась подниматься на пьедестал, а вручённую ей серебряную медаль сразу демонстративно сняла). После этого чемпионата Юка Сато закончила любительскую спортивную карьеру.

### После спорта
В профессионалах Сато, в 1995 году стала чемпионкой мира, обыграв Кристи Ямагучи. Затем выигрывала и другие профессиональные турниры, много выступала в шоу.
Причем, как и Кристи Ямагучи, Юка Сато выступала в двух видах фигурного катания — одиночном и парном разрядах, но, в отличие от Ямагучи, Сато начала заниматься парным катанием уже в профессионалах, когда познакомилась с Джейсоном Дандженом, парником, выступавшим ранее с Кёко Ина. В 1998 году Юка и Джейсон впервые выступили вместе, а в 1999 году — поженились.
Юка Сато выступала со знаменитым туром «Champions on Ice» до конца сезона 2007—2008 годов.
Она окончила Университет Хосей в Токио.
В 2007 году Юка выступила в качестве исполнительницы трюков на коньках в комедийном фильме «Лезвия славы: Звездуны на льду».
В настоящий момент Юка Сато осваивает профессию тренера, в частности является хореографом у молодого японского одиночника, тренирующегося у её отца, Такахико Кодзуки, а также продолжает выступать в различных шоу на льду. После окончания сезона 2008—2009 к Юке Сато перешёл тренироваться чемпион США 2009 года Джереми Эбботт.

### Спортивные достижения
| Соревнования/Сезон            | 1988-1989 | 1989-1990 | 1991-1992 | 1992-1993 | 1993-1994 |
| Зимние Олимпийские игры       |           |           | 7         |           | 5         |
| Чемпионаты мира               |           | 14        | 8         | 4         | 1         |
| Чемпионаты мира среди юниоров | 10        | 1         |           |           |           |
| Чемпионаты Японии             | 3         |           | 2         | 1         | 1         |
| Skate America                 |           |           | 1         |           |           |
| Nations Cup                   |           | 5         |           |           |           |
| NHK Trophy                    |           | 5         | 3         | 3         | 2         |
| Prague Skate                  |           |           | 1         |           |           |
| Piruetten                     |           |           |           | 6         |           |